# Реакція України на російське вторгнення 2022 року

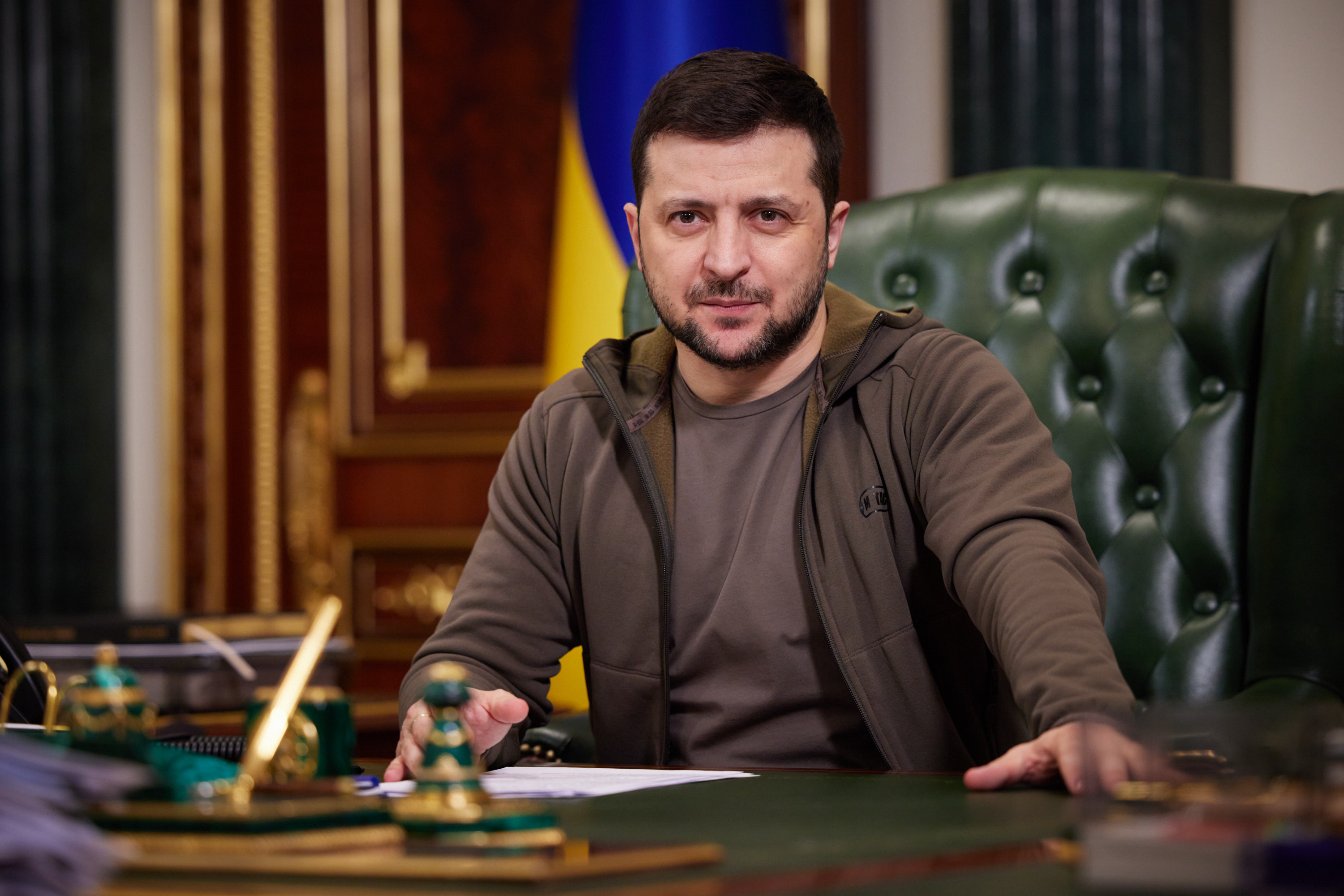
Володимир Зеленський під час звернення 14 березня

### Офіційна влада
Президент України Володимир Зеленський оголосив воєнний стан і розірвання дипломатичних відносин із Росією та прокоментував її напад словами, що Росія підло і самовбивчо напала на Україну, а російська держава стоїть на шляху зла. Верховна Рада голосами 300 депутатів підтримала введення воєнного стану в Україні. Президент анонсував також зняття санкцій з усіх громадян України, які готові захищати країну в лавах Сил територіальної оборони. 25 лютого Президент закликав Путіна сісти за стіл переговорів, наголосивши, що «вторгнення Росії в Україну — це не просто вторгнення, це початок війни проти Європи, проти єдності Європи, елементарних прав людини в Європі, усіх правил співіснування на континенті, проти того, що європейські держави відмовляються ділити кордони силою». Кремль повідомив, що готовий провести в Мінську переговори про нейтральний статус України за умови, що Україна складе зброю. 26 лютого Володимир Зеленський звернувся до прем'єр-міністра Ізраїлю Нафталі Беннета виступити посередником у переговорах із Росією як нейтральна сторона. 28 лютого Президент підписав заяву на членство України в Європейському Союзі. Європарламент своєю резолюцією підтримав надання Україні статусу кандидата на вступ до ЄС. Як повідомив 4 березня радник глави Офісу президента Михайло Подоляк, «Зеленський точно не піде на жодні поступки, які можуть так чи інакше принизити нашу боротьбу, яка сьогодні ведеться в Україні за її територіальну цілісність та свободу».
П'ятий президент України Петро Порошенко сказав, що «Путін, який збожеволів і вийшов проти всього світу, сьогодні загрожує не тільки Україні. Жодна країна світу не може зараз почуватися в безпеці».
Міністр закордонних справ України Дмитро Кулеба закликав: «Світ має діяти негайно. На карту поставлено майбутнє Європи та світу». Він рекомендував ввести проти Росії «руйнівні санкції» негайно, включаючи SWIFT, цілком ізолювати Росію в усіх форматах, надати Україні зброю, обладнання та гуманітарну допомогу. Дмитро Кулеба закликав також партнерів України розірвати дипломатичні відносини з Росією.
Збройні Сили України спростили процедуру вступу до Сил територіальної оборони та зняли максимальне вікове обмеження в 60 років.
Міністерство освіти і науки України закликало громадян зберігати спокій і розсудливість. За його оголошенням, заклади освіти, за можливості, здійснюватимуть навчання в дистанційній формі. 25 лютого міністерство рекомендувало припинити на два тижні навчальний процес заради безпеки.
Міністерство захисту довкілля та природних ресурсів звернулося в МАГАТЕ для запобігання використанню окупантами плутонію з Чорнобильської АЕС у військових цілях.
«Укравтодор» закликав населення демонтувати дорожні знаки, щоб дезорієнтувати ворога.
Міністерство цифрової трансформації звернулося до YouTube, Meta і Netflix з проханням зупинити роботу сервісів у РФ і блокувати російські пропагандистські ЗМІ. В Росії відімкнули Twitter, сповільнено роботу соцмереж. Українські мобільні оператори Київстар, Vodafone та Lifecell заблокували доступ до своїх мереж для абонентів із Росії та Білорусі. Міністр оборони України Олексій Резніков повідомив, що з вечора 26 лютого запрацювала гаряча телефонна лінія для росіян, чиїх рідних влада їхньої країни могла відправити на війну в Україну, щоб дізнатися долю зниклих.
27 лютого Україна офіційно надіслала позов проти Росії до Міжнародного суду ООН у Гаазі, щоб притягнути Росію до відповідальності за спотворення нею поняття геноциду.
Верховна Рада 3 березня запровадила кримінальну відповідальність за колабораціонізм та посилила відповідальність за мародерство. Спеціальними законопроєктами народні депутати запропонували заборонити виправдовувати чи заперечувати збройну агресію Росії проти України 2014 року, називати її «внутрішнім конфліктом» чи «громадянською війною», заперечувати тимчасову окупацію частини території України. Окрім того, під заборону підпадає прославляння окупантів — збройних сил РФ та окупаційної адміністрації.
Рада національної безпеки і оборони зупинила на час воєнного стану діяльність низки політичних партій, якій працюють на розкол України чи колаборацію з ворогом. А саме: «Опозиційна платформа — За життя», «Партія Шарія», «Наші», «Опозиційний блок», «Ліва опозиція», «Союз лівих сил», «Держава», «Прогресивна соціалістична партія України», «Соціалістична партія України», «Соціалісти», «Блок Володимира Сальдо».
Кабінет міністрів України 9 квітня схвалив повне торговельне ембарго на торгівлю з Росією.
14 квітня 2022 року Верховна Рада України визнала Російську Федерацію державою-терористом із тоталітарним неонацистським режимом, геноцид українців Росією, заборонила його пропаганду, а також пропаганду акту агресії Росії проти України.
У відповідь на визнання Сирією і КНДР підконтрольних Росії псевдореспублік «ЛНР» і «ДНР» Україна 30 червня та 13 липня, відповідно, розірвала з ними дипломатичні стосунки.
4 жовтня президент Зеленський ввів у дію рішення РНБО про неможливість перемовин із Путіним, зважаючи на «анексію» областей України 30 вересня.

### Релігійні організації
Українське християнське духовенство осудило російську агресію. Митрополит Епіфаній, настоятель Православної церкви України, закликав молитися та боротися проти зла, зауваживши: «Ті, хто розпочав і веде агресивну війну проти України, повинні знати, що за законом Божим та за законами людськими вони — вбивці та злочинці. І за їхній злочин вони дадуть відповідь перед Всевишнім та перед людством, не уникнувши осуду та покарання».
Настоятель Української православної церкви Московського патріархату митрополит Онуфрій осудив вторгнення Росії в Україну, прокоментувавши: «Війна між цими народами — це повторення гріха Каїна, який із заздрощів убив свого рідного брата. Така війна не має виправдання ні у Бога, ні у людей». Низка священників УПЦ МП закликала до розірвання стосунків церкви з РПЦ, проте цей заклик станом на середину березня керівництвом УПЦ МП ігнорується.
Глава Української греко-католицької церкви Святослав у своєму зверненні написав: «Історія минулого століття вчить нас, що всі ті, хто починав світові війни, їх програвали, а ідолопоклонники війни приносили лише знищення і занепад власним державам і народам».
Духовне управління мусульман України осудило воєнне вторгнення РФ до України, закликало народи до мирного розв'язання цієї проблеми, взаємної підтримки, а особисто Путіна — зупинити війну.
Муфтій Духовного управління мусульман України «Умма» Саїд Ісмагілов сказав, що «ми, мусульмани України, захищаємо нашу землю нестримною люттю і молитвами. Молитвами та зі зброєю в руках» і заявив, що примирення з мусульманами Росії в цьому питанні не буде.
Головний рабин України Моше Реувен Азман звернувся до росіян зі словами припинити вірити російській пропаганді та запевнив, що не боїться померти в Україні. Він вказав росіянам на блюзнірське ставлення їхніх солдатів до єврейських святинь і зумисне вбивство цивільних.
Представники ПЦУ та УПЦ МП 5 липня під час зустрічі на території Софії Київської узгодили «декларацію порозуміння». Документ передбачає спільне осудження російської агресії в Україні та проросійської позиції московської патріархії, а також пропонує спільну побудову діалогу та єдності українського православ'я. Однак на офіційних сторінках УПЦ МП та ПЦУ поки що про позицію керівництва церков щодо цієї зустрічі не повідомляли. 27 липня 2022 року Митрополит ПЦУ Епіфаній звернувся до Вселенського Патріарха Варфоломія з проханням осудити діяльність Московського патріарха Кіріла Гундяєва, позбавити його патріаршого престолу, кваліфікувати його дії як схизматичні, а проповідувану ним доктрину «русского міра» єретичною.